# Renia receptalis
Renia receptalis là một loài bướm đêm trong họ Noctuidae.